# Johannes Esser (Mediziner)

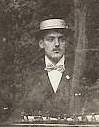
Johannes Esser (1902)

Johannes Fredericus Samuel Esser (* 13. Oktober 1877 in Leiden; † 9. August 1946 in Chicago) war ein niederländischer Arzt, Schachmeister und Kunstsammler.

## Jugend
Mit 20 Jahren trat er das Studium der Medizin an der Universität Leiden an. Während er seiner Schwester, die dort Zahnmedizin studierte, in der Examensvorbereitung half, nahm er selbst den ganzen Lehrstoff auf und machte 1903 nicht nur medizinisches, sondern auch zahnmedizinisches Examen. Er wurde zunächst Schiffsarzt, von 1905 bis 1913 arbeitete er als Hausarzt in Amsterdam.

## Auseinanderliegende Talente

### Schachleidenschaft
Esser war ein sehr vielseitiger Mann; eine seiner Leidenschaften war das Schachspiel, das er auf Meisterniveau beherrschte. In den Jahren vor dem Ersten Weltkrieg galt er als einer der führenden Spieler der Niederlande. 1910 besiegte er den damaligen Weltklassespieler David Janowski in Paris in einem Kurzwettkampf mit 2,5-0,5. Esser nahm an den beiden ersten offiziellen Landesmeisterschaften 1909 und 1912 teil, beim zweiten Turnier wurde er Vizemeister. 1913 besiegte er Rudolf Loman, den amtierenden niederländischen Champion, in einem Wettkampf in Amsterdam glatt mit 3,5-0,5 und nahm ihm damit das Championat ab. Zu seinem Bekanntenkreis gehörte auch der deutsche Schachweltmeister Emanuel Lasker.
Essers beste historische Elo-Zahl war 2570. Diese erreichte er im September 1913.

### Kunstsammler
Von großer Bedeutung war seine Liebe zur Kunst. Als er 1905 in Amsterdam Hausarzt geworden war, gehörten die damals bedeutenden Maler George Hendrik Breitner und Jan Sluijters zu seinen Patienten. Er besuchte oft die tonangebende Amsterdamer Künstlergesellschaft "Sociëteit Arti et Amicitiae" (lat. Der Kunst und der Freundschaft"). Durch Ankauf oder Tausch erwarb er zeitlebens etwa 880 Gemälde, darunter später auch Werke damals noch umstrittener Künstler wie Léo Gestel und Piet Mondriaan. Seine Sammlung wurde 2006 erstmals im Singer Museum zu Laren (Noord-Holland) ausgestellt.

### Geldspekulationen
Esser vergrößerte sein Vermögen durch den Handel mit Immobilien und durch Geldanlagen und Spekulationen an der Börse.

### Medizinischer Bahnbrecher, Idealist und Einzelgänger

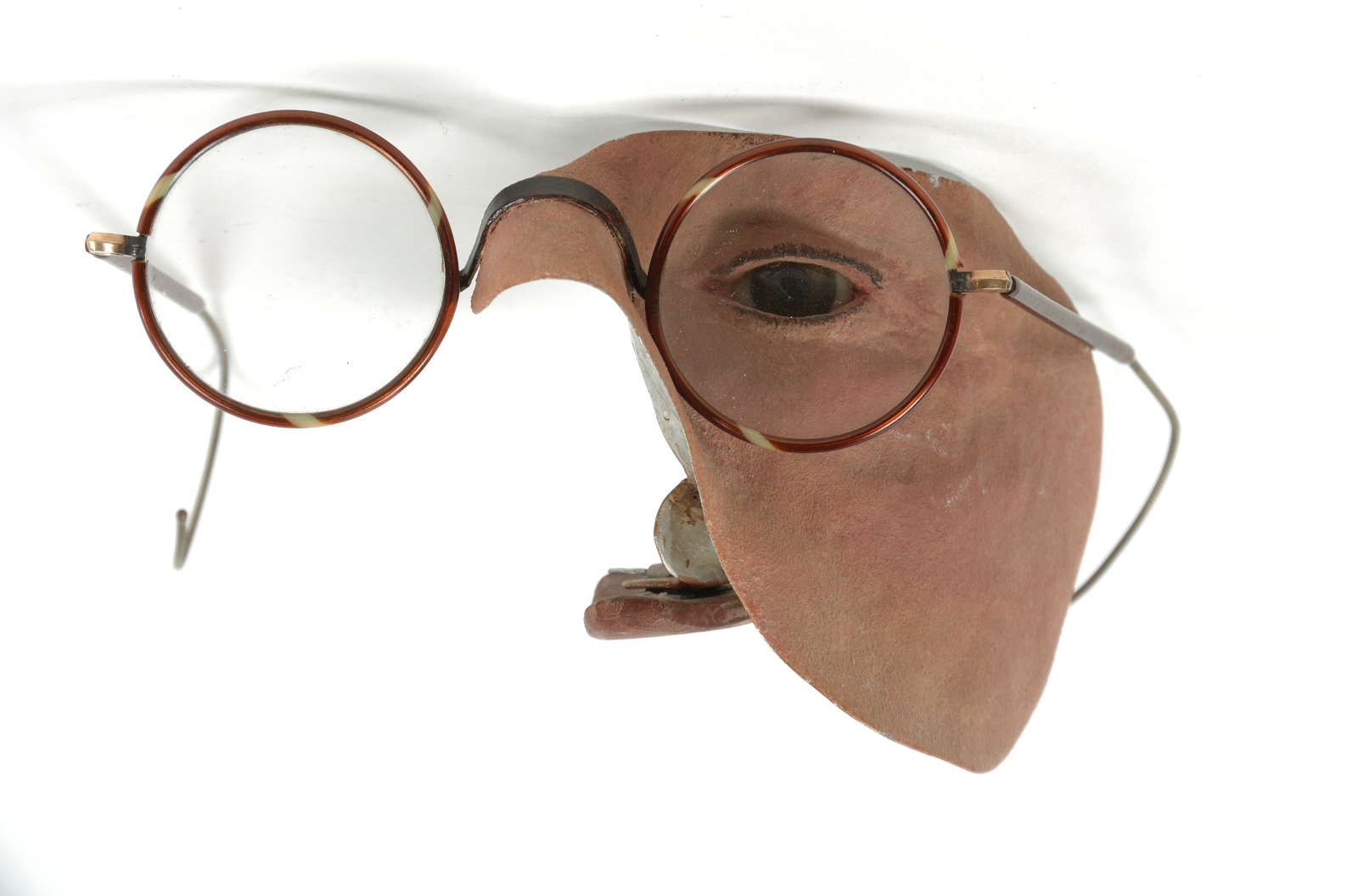
Gesichtsprothese von Esser für einen Kriegsverletzten

Im Jahre 1913 entschloss sich Esser, sich auf die Chirurgie zu verlegen. Durch seine Kenntnisse der Zahnmedizin spezialisierte er sich auf die Wiederherstellung von Verstümmelungen am Gesicht. Er verkaufte seine Praxis und studierte in Paris einige Zeit Kriegschirurgie. Zum Teil machte er das aus Idealismus: er wollte die von den Kriegshandlungen angerichteten Schäden an seinen Patienten so gut wie möglich beheben; damals beschäftigten sich die Mediziner noch kaum damit. Als ihn die Franzosen nicht als Kriegsarzt einstellen wollten, trat er nach Ausbruch des Ersten Weltkriegs in die Dienste Österreich-Ungarns. In Brünn, dem heutigen Brno leistete er vorzügliche Arbeit und entwickelte in der Praxis Methoden und Therapien der plastischen Chirurgie. Esser wird als einer der Pioniere dieses Zweigs der Heilkunde, namentlich vom Teilbereich der rekonstruktiven Chirurgie, betrachtet. Er machte viele schwierige Operationen, schrieb Artikel in Fachzeitschriften und sogar ein Buch über die plastische Chirurgie. Die Universität von Berlin, wo er 1917–1924 lebte, verlieh ihm 1918 sogar die Würde eines Ehrendoktors, obwohl er nie die Prüfungen absolviert hat, die ihm offiziell erlaubten, in einem Krankenhaus als Chirurg tätig zu sein.
Ein Jahr nach der Inflationskrise 1923, bei der er durch kluge Spekulationen und billige Immobilienkäufe sehr reich wurde, verließ er Deutschland und kehrte in die Niederlande zurück.
Wie viele seiner Zeitgenossen hatte ihn der Erste Weltkrieg stark schockiert. Er lebte einige Zeit vom Ertrag seines Vermögens. Dann versuchte er, ein ganz merkwürdiges Ideal zu verwirklichen: den „Chirurgischen Freistaat“. Esser wollte ein kleines Grundgebiet in Europa besitzen, das völkerrechtlich völlig unabhängig war, und wo er, ohne auf Nationalität oder Rasse zu achten, jeden Kriegsverletzten unbeschränkt behandeln konnte. Inzwischen irrte er durch ganz Europa herum, Operationen machend und Vorlesungen haltend. Nur Griechenland war schließlich bereit, Esser eine entlegene Insel zur Verfügung zu stellen. Als ihm jedoch die Bedingung gestellt wurde, dass die griechische Polizei zur Handhabung der Ordnung berechtigt sein sollte, wies er dies aufs tiefste enttäuscht zurück. In den 1930er Jahren wanderte er in die USA aus. Im Jahr 1940 verlor er durch eine Spekulation fast sein ganzes Vermögen, und verlor durch Bankrott auch die Verwaltung seiner zahlreichen Häuser und Kunstwerke. Er lebte dann vom Ertrag seiner Vorlesungen. Im Jahr 1943 „besetzte“ er ein für den Abriss bestimmtes Haus in Chicago, wo er 1946 starb.